# Il sopravvissuto (romanzo)
Il sopravvissuto è un romanzo di Antonio Scurati pubblicato nel 2005 ed edito dalla Bompiani. Il romanzo è liberamente ispirato al massacro della Columbine High School. Nel 2005 il libro è stato insignito del Premio Campiello e del Premio nazionale letterario Pisa.

## Trama
Il 18 giugno 2001 il maturando Vitaliano Caccia, il giorno degli esami, si presenta in ritardo davanti alla commissione. Tuttavia, indipendentemente dall'esito dell'esame, quest'ultima ha già intenzione di bocciare il ragazzo. Accade però che il ventenne estrae una pistola e fa fuoco sulla commissione, uccidendo l'intero corpo insegnanti e lasciando in vita soltanto il professor Andrea Marescalchi, insegnante di filosofia, che funge da narratore dell'intera vicenda. Dopo la strage, Vitaliano fa perdere la tracce di sé. Unico sopravvissuto alla strage, Marescalchi indaga sul perché del folle gesto e arriva a temere che, in qualche modo, possa essere stato lui stesso l'ispiratore dell'atto criminale.

## Edizioni
- Antonio Scurati, Il sopravvissuto, Bompiani, 2005.